# Actaea mairei
Actaea mairei là một loài thực vật có hoa trong họ Mao lương. Loài này được (H.Lév.) J.Compton mô tả khoa học đầu tiên năm 1998.